# Liste der Kulturdenkmäler in Dahn
In der Liste der Kulturdenkmäler in Dahn sind alle Kulturdenkmäler der rheinland-pfälzischen Stadt Dahn aufgeführt. Grundlage ist die Denkmalliste des Landes Rheinland-Pfalz (Stand: 31. August 2023).

## Denkmalzonen
| Bezeichnung                                            | Lage                                         | Baujahr         | Beschreibung | Bild                           |
| ------------------------------------------------------ | -------------------------------------------- | --------------- | --- | ------------------------------ |
| Denkmalzone Burgengruppe Altdahn, Grafendahn, Tanstein | südöstlich der Stadt auf dem Schloßberg Lage | um 1100         | Ruinen der zusammenhängenden Baugruppe (Altendahn um 1100 gegründet, Grafendahn 1287 erstmals erwähnt, Tanstein 1328 erbaut) auf fünf Felsen mit aus dem Felsen gehauenen Kammern, Gängen und Treppen, Mauer- und Turmresten | weitere Bilder Fotos hochladen |
| Denkmalzone Burgruine Neudahn                          | nordwestlich der Stadt Lage                  | 13. Jahrhundert | Mauerrest des Wohnbaus der Oberburg, 13. Jahrhundert; in der Unterburg Reste der Ringmauern mit zwei runden Flankierungstürmen, Wohnbau mit Treppenturm, 15. Jahrhundert; Toranlage 16. Jahrhundert; Bastion; 1689 zerstört  | weitere Bilder Fotos hochladen |

## Einzeldenkmäler
| Bezeichnung                            | Lage                                                                          | Baujahr                                       | Beschreibung | Bild                           |
| -------------------------------------- | ----------------------------------------------------------------------------- | --------------------------------------------- | --- | ------------------------------ |
| Wohnhaus                               | Hasenbergstraße 18 Lage                                                       | Mitte oder zweite Hälfte des 18. Jahrhunderts | eingeschossiges Fachwerkhaus, Krüppelwalmdach, Mitte oder zweite Hälfte des 18. Jahrhunderts                                                                        | Fotos hochladen                |
| Rentamt                                | Kanalstraße 4 Lage                                                            | 18. Jahrhundert                               | ehemaliges Rentamt; stattlicher Fachwerkbau, Krüppelwalmdach, 18. Jahrhundert                                                                                       | Fotos hochladen                |
| Wohnhaus                               | Kirchgasse 3 Lage                                                             | Mitte des 18. Jahrhunderts                    | Fachwerkhaus, teilweise massiv, Mitte des 18. Jahrhunderts | Fotos hochladen                |
| Kriegerdenkmal                         | Marktstraße, Ecke Schulstraße Lage                                            |                                               | Kriegerdenkmal 1914/1918 | weitere Bilder Fotos hochladen |
| Katholische Pfarrkirche St. Laurentius | Marktstraße 5 Lage                                                            | 1787/1788                                     | Saalbau, 1787/1788; Kirchhof mit Bruchsteinmauer und Tor, 1828 | weitere Bilder Fotos hochladen |
| Gemeinde- und Schulhaus                | Marktstraße 7 Lage                                                            | 1818                                          | ehemaliges Gemeinde- und Schulhaus; klassizistischer Krüppelwalmdachbau, 1818                                                                                       | Fotos hochladen                |
| Dorfmühle                              | Mühlgasse 2 Lage                                                              | 1567                                          | ehemalige Dorfmühle; stattlicher Walmdachbau, im Kern von 1567 | Fotos hochladen                |
| Elektrizitätswerk                      | Pestalozzistraße 13 Lage                                                      | um 1905/1910                                  | ehemaliges Elektrizitätswerk; eingeschossiger Krüppelwalmdachbau, Mischformen aus Neugotik und Jugendstil, um 1905/1910                                             | Fotos hochladen                |
| Evangelische Kirche                    | Pirmasenser Straße 4 Lage                                                     | 1883/1884                                     | neugotischer Saalbau, 1883/1884 | weitere Bilder Fotos hochladen |
| Wohnhaus                               | Pirmasenser Straße 10 Lage                                                    | Mitte des 18. Jahrhunderts                    | Krüppelwalmdachbau, teilweise Fachwerk, Mitte des 18. Jahrhunderts                                                                                                  | Fotos hochladen                |
| Wohnhaus                               | Pirmasenser Straße 12 Lage                                                    | Mitte des 18. Jahrhunderts                    | Fachwerkhaus, teilweise massiv, Mitte des 18. Jahrhunderts | Fotos hochladen                |
| Wohnhaus                               | Pirmasenser Straße 15 Lage                                                    | Mitte des 18. Jahrhunderts                    | Fachwerkhaus, teilweise massiv, Krüppelwalmdach, Mitte des 18. Jahrhunderts                                                                                         | Fotos hochladen                |
| Verwaltungsgebäude                     | Pirmasenser Straße 17 Lage                                                    | um 1905/1910                                  | ehemaliges Amtsgericht; repräsentativer Mansarddachbau, Neubarock, um 1905/1910                                                                                     | Fotos hochladen                |
| Gerichtsgefängnis                      | Pirmasenser Straße 19 Lage                                                    | erste Hälfte des 19. Jahrhunderts             | ehemaliges Gerichtsgefängnis; klassizistischer Walmdachbau, erste Hälfte des 19. Jahrhunderts                                                                       | Fotos hochladen                |
| Rentamt                                | Pirmasenser Straße 21 Lage                                                    | um 1880                                       | ehemaliges Rentamt; repräsentativer Mansarddachbau, Neurenaissance, um 1880                                                                                         | Fotos hochladen                |
| Raiffeisenhaus                         | Pirmasenser Straße 37 Lage                                                    |                                               | Fachwerkhaus, teilweise massiv | Fotos hochladen                |
| Gasthaus                               | Pirmasenser Straße 52 Lage                                                    | um 1920                                       | Gasthaus; Putzbau, Reformarchitektur, um 1920 | Fotos hochladen                |
| Synagoge                               | Schäfergasse 8/10 Lage                                                        | 1872/73                                       | Synagoge, 1872/73, Putzbau im Rundbogenstil, Umbau 1937/38; mit Emporenanlage und Ausstattung; jüdisches Schulhaus, 1843, Krüppelwalmdachbau; bauliche Gesamtanlage | Fotos hochladen                |
| Villa                                  | Schloßstraße 5 Lage                                                           | um 1910/1920                                  | Villa mit Mansarddach, Reformarchitektur, um 1910/1920 | Fotos hochladen                |
| Wohnhaus                               | Schulstraße 2 Lage                                                            | 1766                                          | Fachwerkhaus, teilweise massiv, bezeichnet 1766 | Fotos hochladen                |
| Wohnhaus                               | Schulstraße 6 Lage                                                            | erste Hälfte des 19. Jahrhunderts             | stattlicher Putzfachwerkbau, Krüppelwalmdach, erste Hälfte des 19. Jahrhunderts; Gesamtanlage mit Wirtschaftsgebäude                                                | Fotos hochladen                |
| Schulhaus                              | Schulstraße 14 Lage                                                           | um 1880/1890                                  | ehemalige Schule, spätklassizistischer Bau, um 1880/1890 | Fotos hochladen                |
| Wohnhaus                               | Schulstraße 18 Lage                                                           | 1909                                          | ehemaliges Wohnhaus (?); Zeltdach, Reformarchitektur, bezeichnet 1909                                                                                               | Fotos hochladen                |
| Ingbert-Naab-Haus                      | Schulstraße 19 Lage                                                           | Anfang des 19. Jahrhunderts                   | klassizistischer Walmdachbau, Mittelrisalit, Anfang des 19. Jahrhunderts                                                                                            | Fotos hochladen                |
| Friedhofskreuz                         | Vogelsbergstraße, auf dem Friedhof Lage                                       | erste Hälfte des 19. Jahrhunderts             | Friedhofskreuz, klassizistisch, erste Hälfte des 19. Jahrhunderts (?)                                                                                               | Fotos hochladen                |
| Wohnhaus                               | Vogelsbergstraße 7 Lage                                                       | 1784                                          | eingeschossiges Fachwerkhaus auf hohem Kellersockel, bezeichnet 1784                                                                                                | Fotos hochladen                |
| Wegekreuz                              | Weißenburger Straße, Ecke Talstraße Lage                                      | um 1800                                       | Wegekreuz, barock, um 1800 | Fotos hochladen                |
| Wohnhaus                               | Weißenburger Straße 8 Lage                                                    | zweite Hälfte des 18. Jahrhunderts            | stattlicher Krüppelwalmdachbau, zweite Hälfte des 18. Jahrhunderts                                                                                                  | Fotos hochladen                |
| Forstamt                               | Weißenburger Straße 15a Lage                                                  | um 1800                                       | Forstamt; stattlicher Krüppelwalmdachbau, um 1800 | Fotos hochladen                |
| Wegekreuz                              | östlich der Stadt am Weg zur Burgruine Altdahn Lage                           | 1857                                          | klassizistische Kreuzigungsgruppe, Sandstein, bezeichnet 1857 | Fotos hochladen                |
| Kapelle St. Michael                    | südöstlich der Stadt auf dem Ehrenfriedhof Lage                               |                                               | flachgedeckter, spätgotischer Rechteckbau | weitere Bilder Fotos hochladen |
| Kreuzweg                               | südöstlich der Stadt von der Weißenburger Straße zur Kapelle St. Michael Lage | um 1950                                       | Stationsbilder aus rotem Sandstein, um 1950 | Fotos hochladen                |